# Aviakompanija Moskva
Aviakompania Moskva (ruskou cyrilicí Авиакомпания Москва, v angličtině Moscow Airlines), do roku 2010 Aviacionnaja kompanija Atlant-Sojuz (ruskou cyrilicí Авиационная компания Атлант-Союз, v angličtině Atlant-Soyuz Airlines), je zanikající ruská letecká společnost vlastněná moskevskou vládou. Zabývá se pravidelnou i nepravidelnou přepravou osob. Přeprava nákladů, která představovala od počátku značnou část podnikatelských aktivit firmy, a promítla se i do názvu společnosti, byla ukončena v druhé polovině roku 2008.

## Historie

### Počátky společnosti
Společnost byla založena v roce 1993 bývalým stíhacím pilotem Stanislavem Davidovičem Lejčenkem. Podobně jako mnozí jiní letečtí přepravci v Rusku, podnikala zpočátku na poli nepravidelné přepravy nákladů, zejména z/do Číny, Spojených arabských emirátů a na Dálný východ. Později se zapojila i do účasti v mnohonárodních operacích OSN a na zakázkách pro Červený kříž. Současně s tím se rozvíjela oblast VIP přepravy.
V květnu 1999 se společnost stala oficiálním dopravcem vlády města Moskvy, s právem nosit moskevský znak a další oficiální symboly. Následující rok se její činnost rozšířila i na sezónní chartery do známých turistických destinací v Egyptě, Turecku, Spojených arabských emirátech, Itálii apod. Během následujících let získala společnost v kategorii osobní i nákladní přepravy několikrát prestižní ocenění "Ruská křídla" a začala se prosazovat i na poli pravidelné osobní přepravy.

### Rozvojové plány v době krize
S blížící se finanční a ekonomickou krizí a narůstající nejistotou na finančních a akciových trzích, došlo celosvětově k růstu investování do komodit a prudkému vzestupu jejich cen, včetně ceny leteckého paliva. V Rusku, s omezenou kupní sílou obyvatel, dlouhými vzdálenostmi a často neúspornými letadly, to způsobilo těžké problémy řadě leteckých společností. V tamních podmínkách by zhroucení letecké dopravy vážně ochromilo ekonomický život, a tak se federální vláda pokusila připravit záchranný plán. Podle něj se měl stát Atlant-Sojuz, po převzetí asi desítky ekonomicky slabších a zadlužených společností, základem pro vznik nové, mohutné, státní letecké společnosti Rosavia, která měla být rovnocennou konkurencí pro Aeroflot. Atlant-Sojuz sice převzal v roce 2008 závazky a síť některých bankrotujících dopravců, nicméně další osud těchto plánů se ukázal v podmínkách krize těžko uskutečnitelný.

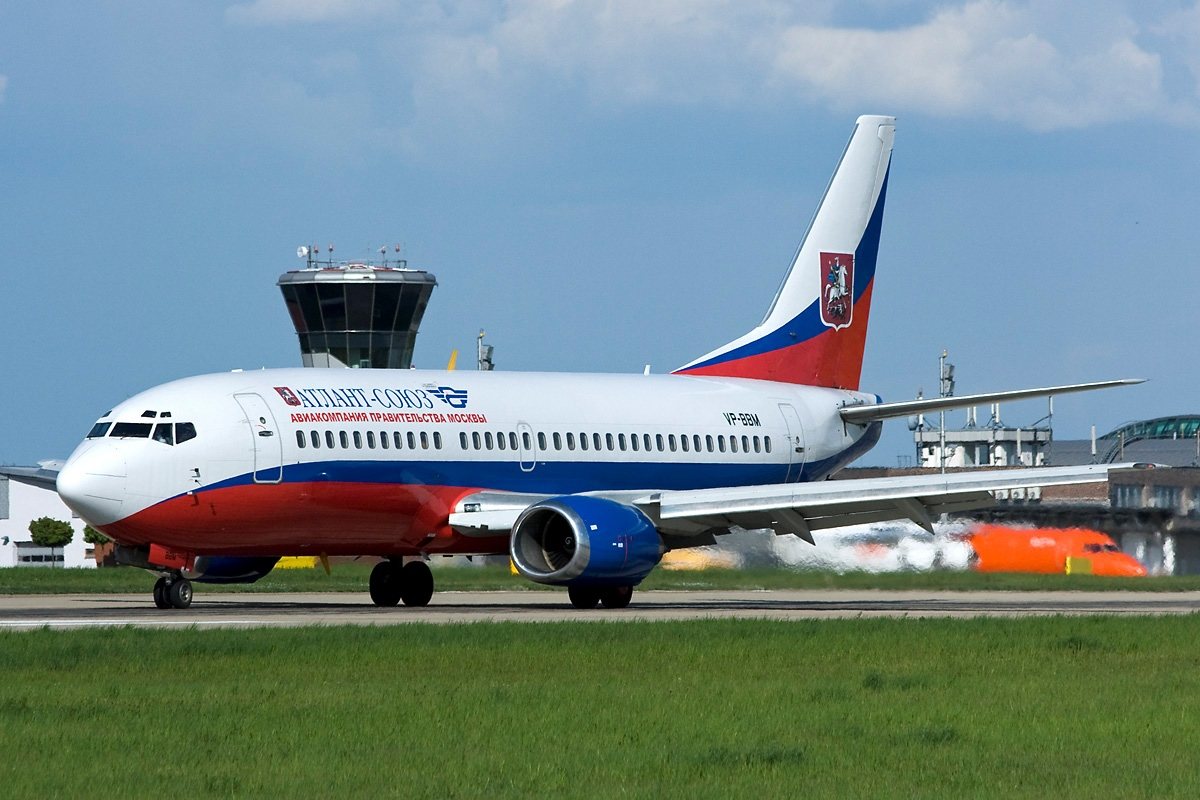
Boeing 737-300 na brněnském letišti

Počátkem roku 2010 byly plány na založení Rosavie opuštěny a Atlant-Sojuz měl obdržet od federální vlády kompenzace za převzetí závazků aliance AiRUnion. Krátce nato zveřejnil moskevský primátor velmi ambiciózní plán rozvoje společnosti s výhledem do roku 2015. Součástí plánů je i výkup 49 % akcií od soukromého investora, přesun těžiště aktivit z charterového trhu k pravidelným linkám, rozšíření a modernizace flotily letadel a roce 2010 změna značky (rebranding) z Atlant-Soyuz na Moskva.
Ke změně značky došlo oficiálně 17. září 2010 a její zavádění se mělo dít postupně, také v souvislosti s předepsanými intervaly obnovy nátěrů letadel. V roce 2010 plnila společnost plán rozvoje a vykázala nárůst objemu přepravených cestujících asi o 35%.

### Prodej a likvidace společnosti
Poté, co byl prezidentem na konci září 2010, uprostřed volebního období, nestandardně odvolán primátor Lužkov a na jeho místo zvolen koncem října Sergej Sobjanin, postoj města a státu k letecké společnosti se dramaticky změnil. Výsledkem byl vánoční odchod ředitele Bačurina spolu s celým manažmentem a příchod nového vedení ze společnosti UTair. Nové vedení, údajně z důvodu vysoké zadluženosti, okamžitě zastavilo prodej letenek, začalo propouštět zaměstnance, začátkem ledna oznámilo definitivní ukončení letů 16. ledna 2011 a požádalo Rosaviacii (ruský letecký úřad) o převedení sítě mezinárodních linek Moskvy na UTair. Jako další zájemci se přidaly i další silné ruské společnosti – S7 Airlines a Transaero. Flotila letounů, o kterou projevil UTair rovněž zájem, byla pronajatá na městskou energetickou společnost ОЭК-Финанс, takže po převzetí hodnotné sítě linek se očekává už jen řízený bankrot společnosti.  

## Destinace
Původně převážně charterová společnost postupně rozšiřovala síť svých pravidelných linek, především z letiště Moskva-Vnukovo do destinací v Rusku a Společenství nezávislých států. Jejich počet se měnil, v polovině roku 2010 se jejich počet blížil dvěma desítkám.
Do České republiky létal od roku 2007 pravidelný spoj z moskevského Vnukova na letiště Brno-Tuřany. Do roku 2008 obsluhovala společnost charterové lety na letiště Pardubice.

## Flotila
Se zimním letovým řádem 2010 byl ukončen provoz Il-86, Tu-154M ve VIP úpravě ale byly provozovány i nadále. Kromě dvou starších letounů Boeing 737-300 provozovala společnost na přelomu 2010/11 ještě 6 ks modernějších Boeing 737-800 NG a měla objednána ještě další 4 nová letadla tohoto typu (dodávky 2011-12). Nákup dalších plánovaných letounů (An-148, Tu-204SM, případně Embraer 120) se již neuskutečnil.